# İsa Şahmarlı
İsa Şahmarlı (geb. ca. 1993; gest. 22. Januar 2014 in Baku) war ein aserbaidschanischer LGBT-Aktivist und Vorsitzender der Organisation Azad LGBT. Er war eine der ersten öffentlich bekannten queeren Stimmen in Aserbaidschan und wurde landesweit bekannt durch seinen öffentlichen Suizid, der zu einem Symbol für den Kampf gegen homophoben Hass in Aserbaidschan wurde.

## Leben
İsa Şahmarlı wurde Anfang der 1990er Jahre in Aserbaidschan geboren. Über sein frühes Leben ist wenig bekannt, allerdings berichtete er in Interviews über familiäre Ablehnung seiner sexuellen Orientierung. In einem Interview 2013 sagte er: „Ich wünschte, unsere Gesellschaft wäre nicht voreingenommen. Bevor ihr hasst, informiert euch über Homosexualität. Ich möchte, dass LGBTs mutig sind… Wenn man will, kann man es schaffen.“
Şahmarlı war 2012 Gründer und Vorsitzender der Organisation Azad LGBT, die sich für die Rechte sexueller Minderheiten in Aserbaidschan einsetzte. Als einer der wenigen offen homosexuellen Aktivisten des Landes versuchte er, queeres Leben sichtbar zu machen und sich gegen gesellschaftliche Stigmatisierung zu wehren. Er war in Medienauftritten und sozialen Netzwerken aktiv, um gegen Diskriminierung aufzuklären. Dennoch war seine Arbeit von der restriktiven politischen und sozialen Situation in Aserbaidschan stark erschwert.

Am 22. Januar 2014 nahm sich Şahmarlı im Alter von 20 Jahren in seiner Wohnung in Baku das Leben, indem er sich mit einer Regenbogenflagge erhängte. Zuvor hatte er auf Facebook einen Abschiedsbrief veröffentlicht, in dem er die homophobe Gesellschaft für seinen Tod verantwortlich machte:
„Ich verlasse euch, Gott segne euch. Dieses Land und diese Welt sind nicht für mich. Ich werde jetzt glücklich sein. Sagt meiner Mutter, dass ich sie sehr liebte. Ich gebe euch allen die Schuld an meinem Tod. Diese Welt ist nicht bunt genug für meine Farben. Lebt wohl.“

## Reaktionen und Bedeutung
Die Nachricht von seinem Tod rief nationale und internationale Reaktionen hervor. Aktivisten und Freunde, die an seiner Beerdigung teilnahmen, wurden von Familienangehörigen körperlich angegriffen. Şahmarlıs Grab wurde mit einer Regenbogenflagge geschmückt, die in der Nacht zerstört wurde. In den folgenden Tagen bewachten Aktivisten das Grab in Schichten, um weitere Schändungen zu verhindern.
Sein Tod wurde zum Wendepunkt für die queere Bewegung in Aserbaidschan. Während sie vorher auf Bildungsarbeit und Interessensvertretung setzte, wurde sie danach zunehmend politisch aktiv und mehr Aktivisten traten öffentlich auf. Seit seinem Tod wird der 22. Januar jedes Jahr von queeren Gruppen als Tag des Kampfes gegen homophoben Hass in Aserbaidschan begangen. Lala Mahmudova, die nach ihm die Organisation Azad LGBT leitete, erklärte, dass sein Suizid auf die strukturelle Homophobie im Land aufmerksam machte und vielen queeren Menschen Mut gegeben habe: „Seine letzten Worte zeigen, dass sein Tod eine Botschaft war. Er beging Selbstmord mit der LGBTQIA+-Flagge – das war ein Zeichen.“